# Дарж
Дарж (пол. Darż, нім. Daarz) — село в Польщі, у гміні Машево Голеньовського повіту Західнопоморського воєводства.
Населення — 377 осіб (2011).

## Демографія
Демографічна структура станом на 31 березня 2011 року:
|          | Загалом | Допрацездатний вік | Працездатний вік | Постпрацездатний вік |
| -------- | ------- | ------------------ | ---------------- | -------------------- |
| Чоловіки | 189     | 41                 | 133              | 15                   |
| Жінки    | 188     | 36                 | 118              | 34                   |
| Разом    | 377     | 77                 | 251              | 49                   |